# 京都市立梅小路小学校
京都市立梅小路小学校（きょうとしりつ うめこうじしょうがっこう）は、京都府京都市下京区観喜寺町にある公立小学校。

## 概要
少子化に伴い、大内・安寧小学校が統合されて開校した。母体となった2校のうち安寧は明治時代初期の番組小学校まで遡る長い歴史を有する。
また、大内は東寺廻村として明治5年開校し、大内・光徳（大内第二）南大内（大内分教場－大内第三）とわかれた。また九条中学も東寺廻村が母体である。
当校は母体校のひとつ、京都市立大内小学校の跡地に建てられている。
なお大内小学校は大正に現在地へ移転及び改名。
校区は大内・安寧両校区である。梅逕中学校へ進学であった（梅逕は統廃合された）。
統廃合前に新築化されており、南校舎は統廃合後の改築である。

### 母体校
- 京都市立大内小学校（東寺廻村小学校）

1.春うららなる大内の庭に萌ゆる若草しげくたくまし

つつむ力に百千の花と咲きて競わん美しの色香

2.照らす光と教えのつゆに若葉しげりて端枝はのびぬ

いでや励みて学びの庭に良き実結ばん望みの秋を

- 京都市立安寧小学校（下京第21番組小学校）

1.めぐる山々うるわしく朝夕親しき堀川の

ほとりに建てる学舎は古き歴史に輝けり

2.加茂の流れの水清く理想の影をうつしつつ

高き文化と愛の道希望にみちて栄え行く

3.強く正しく明きらけく心と体きたえあげ

はえゆく日本念じつつ学びおおさん安寧校

## 沿革
出店
- 1994年（平成6年）
  - 11月 - 安寧小学校小規模校問題検討委員会にて大内との統合を推進決定。
  - 12月 - 安寧・梅逕自治連合会から大内自治連合会へ統合の申し入れ。
- 1995年（平成7年）
  - 2月 - 大内自治連合会総会において統合を確認。
  - 3月 - 大内自治連合会から安寧・梅逕自治連合会へ統合了承を回答。同月、安寧・大内小学校統合推進合同委員会設置。
  - 5月12日 - 教育委員会へ統合の要望書を提出。
  - 6月 - 統合校新校名を地元案である「梅小路小学校」と決定。
  - 7月 - 安寧・大内小学校統合推進合同委員会から教育委員会へ統合校の新校名の要望書提出。
  - 9月 - 京都市議会で統合に関する条例が可決。
- 1996年（平成8年）
  - 3月 - 安寧・大内小学校閉校。
  - 4月 - 京都市立梅小路小学校が開校。
- 1997年（平成9年）
  - 4月 - 南校舎改築竣工。
  - 5月12日 - 学校創立1周年記念式挙行。
- 2001年（平成13年）5月11日 - 学校創立5周年記念式挙行。
- 2003年（平成15年）4月 - 二期制導入。
- 2006年（平成18年）
  - 9月 - オートロック設置。
  - 10月21日 - 創立10周年記念式典挙行。
- 2007年（平成19年）4月 - 食育検討委員会設置。
- 2008年（平成20年）
  - 11月 - 校内LAN設置。
  - 12月 - 学校運営協議会（梅っ子パートナーズ）発足。
- 2010年（平成22年）3月 - 電子黒板と大型液晶テレビを設置。
- 2011年（平成23年）8月 - 図書室とメディアルームにコンピュータ設置。
- 2015年（平成27年）10月 - 創立20周年行事開催。
- 2020年（令和2年）8月 - GIGAスクール構想に係る校内LAN環境整備。
- 2021年（令和3年）3月 - GIGAスクール構想に伴う児童1人1台のタブレット端末整備。

## 周辺
- ザロイヤルパークホテル京都梅小路 - 敷地が隣接
- 梅小路公園 - 京都市道をはさんで、敷地の一部が隣接。
- 梅小路ポテル京都 - 京都市道をはさんで、敷地が隣接。梅小路公園に隣接。
- 京都水族館 - 梅小路公園・梅小路ポテル京都に隣接。
- JR西日本山陰本線梅小路京都西駅
- 梅小路蒸気機関車館

## アクセス
- 京都市営バス「33号系統」・「特33号系統」・「58号系統」・「86号系統」・「205号系統」・「208号系統」で、「梅小路公園JR梅小路京都西駅」停留所より、
  - 梅小路公園・京都鉄道博物館行、洛西バスターミナル・神宮道方面・九条近鉄前方面行のりばから、徒歩約300m・約5分。
  - 京都駅前行、地下鉄九条駅方面・烏丸七条方面行のりばから、徒歩約335m・約5分。
- JR西日本山陰本線梅小路京都西駅より、徒歩約325m・約5分。
- JR・近鉄・地下鉄京都駅より、
  - JR山陰本線に乗車し、「梅小路京都西駅」下車後、徒歩。
  - 上述の市営バスに乗車し、「梅小路公園JR梅小路京都西駅」停留所下車後、徒歩。

## 通学区域が隣接している学校
- 京都市立下京渉成小学校
- 京都市立下京雅小学校
- 京都市立光徳小学校
- 京都市立七条第三小学校
- 京都市立七条小学校
- 京都市立南大内小学校
- 京都市立九条弘道小学校